# Kenton (Tennessee)
Kenton es un pueblo situado en los condados de Gibson y Obion, Tennessee, Estados Unidos. Tiene una población estimada, a mediados de 2023, de 1257 habitantes.

## Geografía
La localidad está ubicada en las coordenadas 36°12′08″N 89°01′05″O / 36.20222, -89.01806 (36.202189, -89.01802). Según la Oficina del Censo, tiene una superficie total de 6.57 km², de los cuales 6.53 km² corresponden a tierra firme y 0.04 km² están cubiertos de agua.

## Demografía
Según el censo de 2020, en ese momento la localidad tenía una población de 1205 habitantes. La densidad de población era de 184.53 hab./km².
| Raza                   | Núm. | Porc.   |
| ---------------------- | ---- | ------- |
| Blancos                | 962  | 79.83%  |
| Afroamericanos         | 156  | 12.95%  |
| Amerindios             | 6    | 0.50%   |
| De otras razas         | 16   | 1.33%   |
| De una mezcla de razas | 65   | 5.39%   |
| Total                  | 1205 | 100.00% |

Del total de la población, el 2.16% son hispanos o latinos de cualquier raza.